# Automolis subulva
Automolis subulva là một loài bướm đêm thuộc phân họ Arctiinae, họ Erebidae.